# 장임

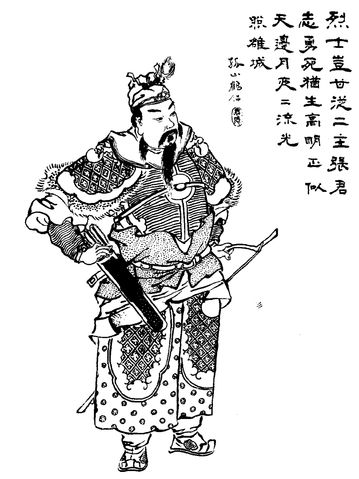

장임(張任, ? ~ 213년)은 중국 후한 말의 무장으로, 촉군(蜀郡) 사람이다.

## 생애
유장(劉璋)을 섬겼다.
장임은 그 집안이 보잘것이 없었으나 용기와 충의를 갖춘 인물이었기에 익주의 종사(從事)가 되었다. 유비(劉備)가 익주를 공격해 오자 유장의 명령을 받고 213년 유괴, 냉포, 등현과 함께 부(涪)에서 유비 군을 막았으나 모두 유비에게 격파당하고 면죽으로 물러났다.
이후 유비가 진격하여 낙성(雒城)을 포위하자, 유장의 아들인 유순(劉循)과 함께 성을 지켰다. 장임은 성 밖으로 나와 안교(雁橋)에서 싸우다가 패하고 자신은 붙잡혔다. 유비는 장임이 충용하다는 것을 듣고 자신을 따를 것을 권했으나 장임이 완강히 거부하자 할 수 없이 죽였다. 유비는 장임의 죽음을 애석해 했다.

## 《삼국지연의》에서의 장임
유장과 유비가 만나 잔치를 벌였을 때, 위연(魏延)이 방통(龐統)의 지시를 받고 잔치의 흥을 돋우겠다며 검무를 추는 척 하면서 유장을 죽이려 했다. 위연의 속셈을 알아차린 장임은 같이 검무를 추면서 위연을 막았다.
유비가 쳐들어 오자, 유장은 장임,유괴,냉포,등현에게 5만 군사를 주고 유비군을 막게 했다. 유괴(劉璝)가 금병산(錦屛山)의 자허상인(紫虛上人)에게 앞일을 물어 보자 하여 찾아갈 때, 장임은 탐탁치 않게 여겼다. 유괴는 자허상인의 말을 듣고 불길하게 여겼으나, 장임은 전혀 귀담아듣지 않았다.
유비가 낙성을 공격할 때, 장임은 숲속에 매복해 유비를 기다리고 있다가 유비의 백마를 타고 온 방통을 유비로 잘못 알고 부하들에게 일제히 활을 쏴 죽이게 했다. 승세를 타 유비까지 죽이려 했으나 때마침 구원 온 장비(張飛)의 군사와 만나 낙성으로 군사를 물렸다. 제갈량(諸葛亮)은 낙성을 점령하기 위해 장임을 잡을 계획을 세우고 여러 장수들에게 유인에 걸려든 장임을 사로잡게 했다. 붙잡힌 장임은 유비가 설득해도 뜻을 굽히지 않았으므로 결국 죽임을 당했다.
이때 장임이 유비군과 싸운 곳이 삼국지연의에서는 금안교(金雁橋)로 나와 있다.
중국의 대표적인 정사서들 중 하나인 《자치통감》에 의하면 장임이 죽은 시기는 213년으로 방통이 214년 여름(4월로 추정)에 낙성에서 유시(눈 먼 화살)에 맞아 죽은 시기와는 1년이나 차이가 나므로 낙봉파 전설은 사실이 아니라 소설 《삼국지연의》의 저자 나관중이 창작한 것임을 알 수 있다.
그러나 나관중은 방통의 죽음에 신비한 색상을 덧칠하고 동시에 방통을 깎아내림으로서 소설 삼국지연의의 진주인공인 제갈공명을 돋보이게 하기 위한 목적으로 방통을 주인에게 해를 끼치는 적로마로 바꾸어 타게 하고 낙봉파라는 곳에 이르도록 하였던 것이다. 그밖에 방통의 죽음을 통하여 농후한 숙명론적 사상을 주입시키고 있다.
이러한 나관중의 필치에 따라 후세 사람들은 사천(四川) 덕양현(德陽縣) 나강진(羅江鎭) 부근의 험요한 지점에 낙봉파라는 지명을 새로 만들었다.
장효범(張曉帆)은 「낙봉파를 방문하고(訪落鳳坡)」란 글에서, ‘이곳은 원래 낙봉파라고 부르지 않았는데, 훗날 방통의 이야기가 전해져 내려옴으로 인해 사람들이 이렇게 부르기 시작했다.’라고 하였다.
그러나 청나라 사람 왕사진(王士銇)은 「낙봉파에서 방사원을 조상하다(落鳳坡弔龐士元)」라는 시를 지은 적이 있고, 『중국고금지명대사전(中國古今地名大辭典)』에서도 낙봉파란 지명을 수록했으며(1054쪽 넷째 줄), 근년에 출판된 『중국역사지명사전(中國歷史地名辭典)』에서도 그것을 답습하여 수록했으니(851쪽 둘째 줄), 이것은 모두가 신중하지 못한 처사이다.
노신은 『중국소설의 역사적 변천(中國小說的歷史的變遷)』에서 이와 관련된 사항에 대해, ‘삼국지연의 가운데 서술된 이야기는 70%가 사실이고 30%가 허구인데, 사실이 많고 허구가 적기 때문에 아마 사람들이 허구를 진실로 믿는 것으로 보인다. 예를 들어 왕어양(王漁洋)은 이름난 시인이며 학자임에도 불구하고, 그의 시중에 「낙봉파에서 방사원을 조상하다」란 시가 있다. 낙봉파라는 지명은 단지 『삼국지연의』에만 나올 뿐, 달리 근거가 없는 것임에도 불구하고 왕어양은 착오를 일으킨 것이다.’라고 평했다.
장서조는 『소설고증』에서 『유남수필(柳南隨筆)』을 인용하면서 역시 왕사진의 시 제목에 사용한 낙봉파란 세 글자에 대해, ‘낙봉파의 명칭은 소설가가 치장한 말로, 전혀 전고(典故)를 근거로 한 게 아니다.’라며 비평했다. 그러고 보면 세상에는 본디 낙봉파라는 지명이 없었고, 역사적 기록과도 부합되지 않음에도 불구하고 후인들이 오히려 나관중이 만들어낸 내용을 사실로 여기고 있음을 알 수 있다. 즉 무(無)에서 유(有)로 변해버린 사실을 아직도 적지 않은 사람들이 진위를 가리지 못하고 있는 것이다.
오늘날 전하는 낙봉파라는 지명은 후세사람들이 억지로 갖다 붙여 생겨난 허위 지명임을 말해준다.
참고로 중국 정사서는 물론이고 명대에 쓰여진 삼국지연의 이전의 중국 삼국시대를 소재로 한 창작물들에도 '낙봉파 전설' 은 등장하지 않는다.
원대 잡극인 《삼국지평화》에서도 방통은 낙봉파에서 장임의 매복에 걸려 무수한 화살을 맞고 고슴도치꼴이 되어 죽는 것이 아니라 정사 삼국지와 동일하게 낙성에서의 공성전 도중 방통을 알아본 유장의 동생인 유진(劉珍, 가공의 인물)의 화살에 맞아 갑작스럽게 사망하는 것으로 묘사된다.

## 같이 보기
- 삼국지 인물 목록
- 진수 (서진)
- 나관중
- 배송지